# Sean Doherty
Sean Doherty (* 8. června 1995 Conway, New Hampshire) je americký biatlonista a několikanásobný medailista z juniorských šampionátů.
V závodech světového poháru ve své dosavadní kariéře nevyhrál žádný individuální ani kolektivní závod. Nejlepšího výsledku dosáhl v závodu smíšených dvojic v Nové Město na Moravě v ročníku 2020/21, kde po boku krajanky Susan Dunkleeové obsadil třetí místo. V individuálních závodech obsadil nejlépe 10. místo ve stíhacím závodě v domácím prostředí v Soldier Hollow v sezóně 2018/19.

## Výsledky

### Olympijské hry a mistrovství světa
Doherty je šestnásobným účastníkem Mistrovství světa v biatlonu a rovněž účastníkem zimních olympijských her 2014 a 2018. Jeho nejlepším výsledkem v závodech jednotlivců je 17. místo z vytrvalostního závodu ze švédského Östersund v roce 2019.
| Sezóna  | D   | Místo                | SP  | SZ  | HZ  | IZ  | ŠT  | SŠT | SZD | Věk    |
| ------- | --- | -------------------- | --- | --- | --- | --- | --- | --- | --- | ------ |
| 2013/14 | ZOH | Soči                 | –   | –   | –   | –   | 16. | –   | ×   | 18 let |
| 2014/15 | MS  | Kontiolahti          | 55. | 45. | –   | 47. | 14. | –   | ×   | 19 let |
| 2015/16 | MS  | Oslo                 | 43. | 45. | –   | 34. | 8.  | 10. | ×   | 20 let |
| 2016/17 | MS  | Hochfilzen           | 39. | 55. | –   | 58. | 7.  | –   | ×   | 21 let |
| 2017/18 | ZOH | Pchjongčchang        | 65. | –   | –   | 44. | 6.  | –   | ×   | 22 let |
| 2018/19 | MS  | Östersund            | 22. | 20. | 21. | 17. | –   | 19. | 13. | 23 let |
| 2019/20 | MS  | Anterselva           | 48. | 51. |     | 75. | 8.  | 13. | 11. | 24 let |
| 2020/21 | MS  | Pokljuka             | 79. | –   | –   | 52. | 15. | 12. | 22. | 25 let |
| 2021/22 | ZOH | Peking               | 47. | 43. | –   | 42. | 13. | 7.  | ×   | 26 let |
| 2022/23 | MS  | Oberhof              | 80. | –   | –   | 35. | 12. | 13. | –   | 27 let |
| 2023/24 | MS  | Nové Město na Moravě | 44. | 26. | 28. | 23. | 5.  | 11. | –   | 28 let |
| 2024/25 | MS  | Lenzerheide          | 41. | 45. | –   | –   | 9.  | –   | –   | 29 let |

Poznámka: Výsledky z olympijských her se do hodnocení světového poháru nezapočítávají, výsledky z mistrovství světa se dříve započítávaly, od mistrovství světa v roce 2023 se nezapočítávají.

### Juniorská mistrovství
Zúčastnil se šesti juniorských šampionátů v biatlonu. Celkově na těchto šampionátech získal čtyři zlaté, čtyři stříbrné a dvě bronzové medaile z individuálních závodů. Nejvíce zlatých medailí získal ze stíhacích závodů.
| Sezóna  | D   | Místo            | SP  | SZ  | IZ  | ŠT  | Věk    |
| ------- | --- | ---------------- | --- | --- | --- | --- | ------ |
| 2010/11 | MSJ | Nové Město       | 50. | 37. | 65. | 12. | 15 let |
| 2011/12 | MSJ | Kontiolahti      | 13. | 13. | 26. | 15. | 16 let |
| 2012/13 | MSJ | Obertilliach     | 2.  | 1.  | 2   | 9.  | 17 let |
| 2013/14 | MSJ | Presque Isle     | 1.  | 1.  | 2.  | 5.  | 18 let |
| 2014/15 | MSJ | Minsk            | 3.  | 11. | 14. | 13. | 19 let |
| 2015/16 | MSJ | Cheile Grădiştei | 2.  | 1.  | 3.  | –   | 20 let |